# Wichita Vortex Sutra
«Wichita Vortex Sutra» — антивоенная поэма, написанная Алленом Гинзбергом в 1966 году. Впервые она появляется в его поэтическом сборнике «Новости Планеты» (1968), а также публикуется в сборниках стихотворений 1947—1995 и 1947—1980 годов. 
В статье для журнала The Nation, приуроченной к сорокалетию поэмы, Рольф Поттс назвал её «элегией о силе языка в век конкурирующей информации».

## История создания
«Wichita Vortex Sutra» возникла как запись голоса, которую Гинзберг сделал с помощью кассетного магнитофона Uher, когда путешествовал по Среднему Западу. Он сочинял поэму на ходу, записывая всё, что приходило ему на ум. Позднее Гинзберг заявлял, что «эти строки из Вичиты» расположены в соответствии с органичным вектором пространства-времени, совпадающим с тем, в какой последовательности появляются и произносятся фразы. «Во время пауз, которые длились минуту или две, между каждой строчкой, я формулировал в своем разуме новые и записывал… Я сидел в задней части автобуса, разговаривая сам с собой, и единственным моим слушателем был магнитофон. Каждый раз, когда я говорил что-то интересное, я нажимал на кнопку записи».
Гинзберг сопоставляет изображения пейзажа Канзаса с фрагментами из репортажей СМИ о войне во Вьетнаме и противопоставляет кровожадность войны консерватизму глубинки. Он опасается, что Вичита, где когда-то Кэрри Нейшн поддерживала движение трезвости, «начнет вихрь ненависти, который разгромит Дельту Меконга». В буддизме термин «сутра» относится в большинстве своём к каноническим писаниям, многие из которых считаются записями устных наставлений Будды Гаутамы.
«Wichita Vortex Sutra» повествует о силе слова, в ней выражается желание поэта прекратить войну, используя мантру. Отзываясь на эти строки: «Раск говорит, что без Жестокости / Не будет Мира… Вьетконг. Потери, три-пять-ноль-ноль… кричит заголовок новостной… Мягкая плоть, как у девушки из Канзаса/ Разорвана взрывом…расстреляна — / пульсирующее мясо. / Пока эта американская нация ведет войну, / противоречие и ложь во благо мира / распространяются по всем волнам эфира», Поттс пишет:
«Отчаявшись в идее, что важность силы поэзии была растворена в океане пропаганды и противоречий, Гинзберг взывает к иконам духовности — Христу, Аллаху, Яхве, Уильяму Блейку, различным индийским святым — чтобы помочь ему исправить язык во имя высшей цели… чтобы высказать поразительное утверждение о том, что война может быть остановлена силой поэзии — вот в чём была очевидная миссия Гинзберга в исправлении американского языка».

Джеймс Ф. Мерсманн в своей книге «Вьетнамский вихрь: поэты и поэзия против войны» пишет: 

	«Главная добродетель „Вичиты“ в том, что она заставляет читателя испытать губительную силу воздействия пропаганды и насилия посредством использования речи. Её техника заостряет внимание читателя и воспроизводит речь, способную ежедневно затуманивать чувства, что приводит к болезненному осознанию, что язык используется не для того, чтобы сообщать истину, а для того, чтобы манипулировать слушателем».

## В культуре
Филип Гласс написал музыку для поэмы Гинзберга. Она вошла в альбомы «Водородный музыкальный автомат» и «Соло на пианино», аналогичное произошло с альбомом Салли Уитуэлл: «Порыв безумия: Сольная фортепианная музыка Филипа Гласса», получившим музыкальную награду ARIA. Фразы из «Вичиты» («разорванный взрывом снаряда… попавший в колючую проволоку, гидростатический шок») также используются в песне «Три-пять-ноль-ноль», представленной в рок-мюзикле Hair. Artemis Records выпустили аудио версию стихотворения на CD-диске в 2004 году.
В январе 2010 года поэма была представлена на сцене Айрой Глассом под живой аккомпанемент Филипа Гласса в магазине Apple Store в Нью-Йорке. Айра Гласс — ведущий Национального Общественного радио Америки, является двоюродным братом Филипа Гласса.